# كوني نيلسن
كوني إنج ليز نيلسن (بالدنماركية: Connie Inge-Lise Nielsen)‏ وهي ممثلة دنماركية ولدت في يوم 3 يوليو 1965 في بلدة فريدريكشفان في الدنمارك، ظهرت في عدة أفلام باللغة الإنكليزية منها فلم محامي الشيطان و فلم مجالد و فلم بسيك وكذلك في مسلسل بوس، نالت هذه الممثلة عدة جوائز عالمية منها جائزة أفضل ممثلة في أوروبا في سنة 2006.

## روابط خارجية
- كوني نيلسن على موقع IMDb (الإنجليزية)
- كوني نيلسن على موقع قاعدة بيانات الأفلام العربية
- كوني نيلسن على موقع ألو سيني (الفرنسية)
- كوني نيلسن على موقع تيرنر كلاسيك موفيز (الإنجليزية)
- كوني نيلسن على موقع أول موفي (الإنجليزية)
- كوني نيلسن على موقع قاعدة بيانات الأفلام السويدية (السويدية)
- كوني نيلسن على موقع إن إن دي بي (الإنجليزية)
- كوني نيلسن على موقع قاعدة بيانات الفيلم (الإنجليزية)
- كوني نيلسن على موقع كينوبويسك (الروسية)